# Franc Pišek
Franc Pišek, slovenski kmet in politik, * 3. december 1856, Hotinja vas, † 6. januar 1922, Orehova vas.
Po končani ljudski šoli se je izobraževal sam ter začel delovati v dravskopoljskih kmetskih organizacijah. Leta 1882 je postal zaupnik slovenske Posojilnice v Mariboru. Boril se je za delovanje občinskih svetov v mariborski okolici. Kot župan v Orehovi vasi je uredil ceste in dosegel odprtje postajališča južne železnice (1912). Bil je med ustanovitelji Slovenske kmetske zveze. Leta 1907 je bil izvoljen v dunajski državni zbor, 1909 pa v štajerski deželni zbor. Po prevratu je bil član Narodnega sveta v Mariboru, leta 1919 je bil imenovan v Narodno predstavništvo, 1920 pa izvoljen v Ustavodajno skupščino. Po prvi svetovni vojni bil podpredsednik SKZ in odbomik Zadružne in Gospodarske zveze. Zastopal je stanovske kmečke interese ter v Narodni skupščini nastopal za izenačevanje davkov, za prehrano revnejšega ljudstva in ob raznih naravnih nesrečah.